# Association for Computational Linguistics
La Association for Computational Linguistics (ACL) è un'organizzazione internazionale scientifica e professionale dedicata a chi si occupa di linguistica computazionale o elaborazione del linguaggio naturale. 
Fondata nel 1962, l'associazione fu originariamente denominata Association for Machine Translation and Computational Linguistics (AMTCL). Nel 1968 venne poi rinominata ACL. L'ACL ha un capitolo europeo (EACL), uno americano (NAACL) e uno asiatico (AACL).

## Conferenza ACL
Ogni anno, ACL organizza una conferenza di livello mondiale, denominata Annual Meeting of the Association for Computational Linguistics e abbreviata in ACL. La conferenza è uno degli eventi a più alto impatto per la ricerca sull'elaborazione del linguaggio naturale, insieme a EMNLP, e si tiene ogni estate in luoghi dove si svolgono importanti ricerche di linguistica computazionale. 
| Anno | Mese               | Luogo                                           |
| ---- | ------------------ | ----------------------------------------------- |
| 2025 | 27 luglio-1 agosto | Vienna, Austria                                 |
| 2024 | 11–16 agosto       | Bangkok, Tailandia                              |
| 2023 | 9–14 luglio        | Toronto, Canada                                 |
| 2022 | 22–27 maggio       | Dublino, Irlanda                                |
| 2021 | 1-6 agosto         | Bangkok, Tailandia Online a causa del COVID-19  |
| 2020 | 5-10 luglio        | Seattle, Washington Online a causa del COVID-19 |
| 2019 | 28 luglio–2 agosto | Firenze, Italy                                  |
| 2018 | 15–20 luglio       | Melbourne, Australia                            |
| 2017 | 30 luglio–4 agosto | Vancouver, Canada                               |
| 2016 | 7-12 agosto        | Berlino, Germania                               |
| 2015 | 26-31 luglio       | Pechino, Cina                                   |
| 2014 | 22–27 giugno       | Baltimora, Maryland                             |
| 2013 | 4-9 agosto         | Sofia, Bulgaria                                 |
| 2012 | 8-14 luglio        | Isola di Jeju, Korea                            |
| 2011 | 19–24 giugno       | Portland, Oregon                                |
| 2008 | 15–20 giugno       | Columbus, Ohio                                  |
| 2005 | 25–30 giugno       | Ann Arbor, Michigan                             |
| 2002 | 7–12 luglio        | Philadelphia, Pennsylvania                      |

## Altre attività
Oltre all'organizzazione della conferenza annuale, le attività dell'ACL comprendono la sponsorizzazione delle riviste Computational Linguistics e Transactions of the Association for Computational Linguistics (TACL), entrambe pubblicate da MIT Press, e la promozione di attività nell'ambito della linguistica computazionale.